# Poecilimon pliginskii
Poecilimon pliginskii är en insektsart som beskrevs av Miram 1929. Poecilimon pliginskii ingår i släktet Poecilimon och familjen vårtbitare. Inga underarter finns listade i Catalogue of Life.